# Revista de la Escuela de Antropología
Revista de la Escuela de Antropología es una publicación académica semestral editada por la Facultad de Humanidades y Artes de la Universidad Nacional de Rosario.

## Objetivos e historia
Esta revista científica tiene como objetivo reunir y publicar trabajos originales e inéditos sobre aspectos o temas tanto teóricos como empíricos vinculados con las ciencias antropológicas, incluyendo dentro de la misma a la antropología social, la antropología cultural, la arqueología, la bioantropología y la etnolingüística. Está abierta a cualquier investigador formado o en formación, y profesionales de las ciencias antropológicas o disciplinas afines.
La Revista de la Escuela de Antropología recibe manuscritos dentro de varias categorías, que incluyen artículos libres o dentro de un dossier temático que forma parte de cada número; también acepta artículos bajo pedido del Comité Editorial de la revista. Estos deben cumplir con rigurosidad científica y son sometidos a arbitraje doble ciego. Al mismo tiempo, se publican además reseñas bibliográficas, entrevistas y traducciones.
Esta revista comenzó a ser editada en el año 1993 con periodicidad anual, y desde el año 2020 salen dos números semestrales. Se trata de una revista gratuita de de acceso abierto, bajo una licencia Creative Commons (CC BY-NC-SA 4.0) y sigue también los lineamientos de la Iniciativa de Acceso Abierto de Budapest.

## Indexación
La revista Anuario de Arqueología está indizada en: Latindex (Sistema Regional de Información en Línea para Revistas Científicas de América Latina, el Caribe, España y Portugal), DOAJ (Directory of Open Access Journal), Núcleo Básico de Revistas Científicas (CONICET-CAICYT), ERIHPLUS (European Reference Index for the Humanities and the Social Sciences), y Malena (CAICyT, CONICET), entre otros.